# Fleming Field
Fleming Field – wieś w Anglii, w hrabstwie Durham. Leży 12 km na wschód od miasta Durham i 372 km na północ od Londynu.